# Metropolitanato de Cidonie
El metropolitanato de Cidonie (en griego: Ιερά Μητρόπολη Κυδωνιών) es una diócesis de la Iglesia ortodoxa perteneciente al patriarcado de Constantinopla, cuya sede estaba en Cidonie (hoy llamada Ayvalık) en Turquía. Su titular llevaba el título de metropolitano de Cidonie, el más honorable ('hipertimos') y exarca de Eólida (en griego: Ο Κυδωνιών υπέρτιμος και έξαρχος Αιολίδος). 

## Territorio
El territorio del metropolitanato se encuentra en la provincia de Balıkesir. El área del metropolitanato limita al norte y al oeste con el mar Egeo; al este y al sur con el metropolitanato de Pérgamo y Adramitio.
Además de Ayvalık, otras localidades del metropolitanato son Gömeç y Altınova.

## Historia
El área fue ocupada por los selyúcidas circa 1310, por el Beylicato de Karasi y por los otomanos circa 1341. Cidonie fue fundada circa 1600 en las ruinas de la antigua Kysthini. El área fue parte del metropolitanato de Éfeso hasta el 22 de julio de 1908, cuando se creó el nuevo metropolitanato de Cidonie.
El área fue ocupada por el ejército griego el 19 de mayo de 1919, que se retiró a fines de agosto de 1923. La población griega decidió no evacuar la ciudad y el 29 de agosto de 1923 fue recuperada por el ejército turco. La mayoría de la población masculina adulta griega fue ejecutada y al resto de la población se les permitió huir en barco a Grecia. Después de la guerra entre Grecia y Turquía y el intercambio de poblaciones entre los dos países firmado en el Tratado de Lausana en 1923, no quedaron cristianos ortodoxos en el territorio de la sede metropolitana, que de hecho ya no existe.

## Cronología de los obispos
- Gregorio (Orologas) † (22 de julio de 1908-30 de septiembre de 1922 ejecutado por el ejército turco)
- Eugenio † (20 de marzo de 1924-28 de junio de 1928) (trasladado al metropolitanato de Nigrita)
  - Sede vacante (1928-1943)
- Agatángelo † (5 de octubre de 1943-23 de julio de 1960 falleció)
  - Sede vacante (1960-2012)
- Atenágoras (Chrysanis) (desde el 18 de noviembre de 2012)